# Laage
Pour les articles homonymes, voir Laage (homonymie).
Laage est une ville du Mecklembourg-Poméranie-Occidentale située dans l'arrondissement de Rostock.

## Géographie
Laage est située entre les villes de Güstrow, Teterow et Rostock, dans la vallée de la Recknitz.

## Quartiers
- Alt Rossewitz
- Breesen
- Jahmen
- Klein Lantow
- Korleput
- Kritzkow
- Kronskamp
- Liessow
- Pinnow
- Subzin
- Schweez
- Weitendorf

## Évolution démographique
| Année      | 1637 | 1706 | 1818 | 1885 | 1900 | 1939 | 1984 | 1990 | 2004 |
| ---------- | ---- | ---- | ---- | ---- | ---- | ---- | ---- | ---- | ---- |
| Population | 5    | 66   | 1158 | 2345 | 2548 | 2924 | 3884 | 6295 | 5259 |

## Personnalités liées à la ville
- Otto Intze (1843-1904), ingénieur né à Laage.